# Clinical Therapeutics
Clinical Therapeutics, abgekürzt Clin. Ther., ist eine wissenschaftliche Fachzeitschrift, die vom Elsevier-Verlag veröffentlicht wird. Die Zeitschrift erscheint mit zwölf Ausgaben im Jahr. Es werden Arbeiten veröffentlicht, die sich mit der Arzneistoffentwicklung beschäftigen.
Der Impact Factor lag im Jahr 2014 bei 2,731. Nach der Statistik des ISI Web of Knowledge wird das Journal mit diesem Impact Factor in der Kategorie Pharmakologie und Pharmazie an 100. Stelle von 254 Zeitschriften geführt.